# 落鳞鳞毛蕨
落鳞鳞毛蕨（学名：Dryopteris sordidipes）为鳞毛蕨科鳞毛蕨属下的一个种。

## 扩展阅读
- 維基物種上的相關：落鳞鳞毛蕨